# Lucius Tarquinius Collatinus
Lucius Tarquinius Collatinus (élt i. e. 6. század végén) a hagyomány szerint Lucius Iunius Brutus consultársa volt a legelső consuli évben, és - szintén a hagyomány szerint - férje ama Lucretiának, aki miatt közvetve a Tarquiniusokat elűzték Rómából.
Aruns Tarquinius unokája, Egerius Tarquinius fia volt, így egyenes ági rokona Brutusnak (mindkettőjüknek Corinthusi Demaratus volt a dédapja), valamint az uralkodó Tarquinius Superbusnak (első unokatestvérek).
A Collatinus ragadványnév eredete Collatia város volt, amit Aruns és testvére, Tarquinius Priscus vettek be.
Consuli ideje rövid volt. A senatus lemondatta, mert a Tarquinius családhoz tartozott. Ekkor Laviniumba költözött, és ott fejezte be életét. Sorsa és ragadványneve különös ellentmondásban áll egymással: collatinus = aki szereti a latinokat. Elképzelhető, hogy a források a Collatia város elfoglalására vonatkozó hagyományt azért őrizték meg, mert nem tudták volna megmagyarázni, hogy a latinokat szerető etruszknak miért kellett száműzetésbe vonulni, illetve a szintén nagy népszerűségnek örvendő Publius Valerius Publicola és közte feszülő ellentétek is elég homályos eredetűek. Superbus elüldözése után a gazdag és befolyásos patriciusok véres hatalmi harcot folytattak (elsősorban a consuli tisztségért), és ennek egyetlen résztvevője sem riadt vissza semmilyen eszköztől célja elérése érdekében.
Lásd még: A Tarquiniusok családfája